# Margaret Gorman
Pour les articles homonymes, voir Gorman.
Margaret Gorman, née le 18 août 1905 à Washington (district de Columbia) et morte le 1er octobre 1995 à Bowie (Maryland), est un mannequin américain. Elle est la première Miss America, élue en 1921.

## Biographie
Alors qu'elle étudie à la Western High School à Washington, Margaret Gorman devient « Miss District de Columbia » en 1921, à l'âge de 16 ans, après avoir été inscrite à un concours organisé par le Washington Herald (en). Elle est choisie pour ses capacités sportives et sa personnalité extravertie. À la suite de cette victoire, elle est invitée à la deuxième cérémonie annuelle d'Atlantic City, le 8 septembre 1921, comme invitée d'honneur. Elle participe là-bas au concours « Inter-City Beauty », remportant les titres « Inter-City Beauty, Amateur » et « La plus belle Bathing Girl d'Amérique ». Elle gagne le grand prix, le trophée Golden Mermaid, et elle est couronnée Miss America.
Elle a déclaré a posteriori : « Je ne me suis jamais souciée d'être Miss America, ce n'était pas mon idée, je suis tellement ennuyée par tout ça, je veux vraiment tout oublier ».
Quelques années plus tard, elle épouse Victor Cahill, qui meurt en 1957. Continuant d'habiter à Washington, elle mène une vie un peu mondaine et apprécie voyager. Elle meurt en 1995,.